# Buonomini di San Martino

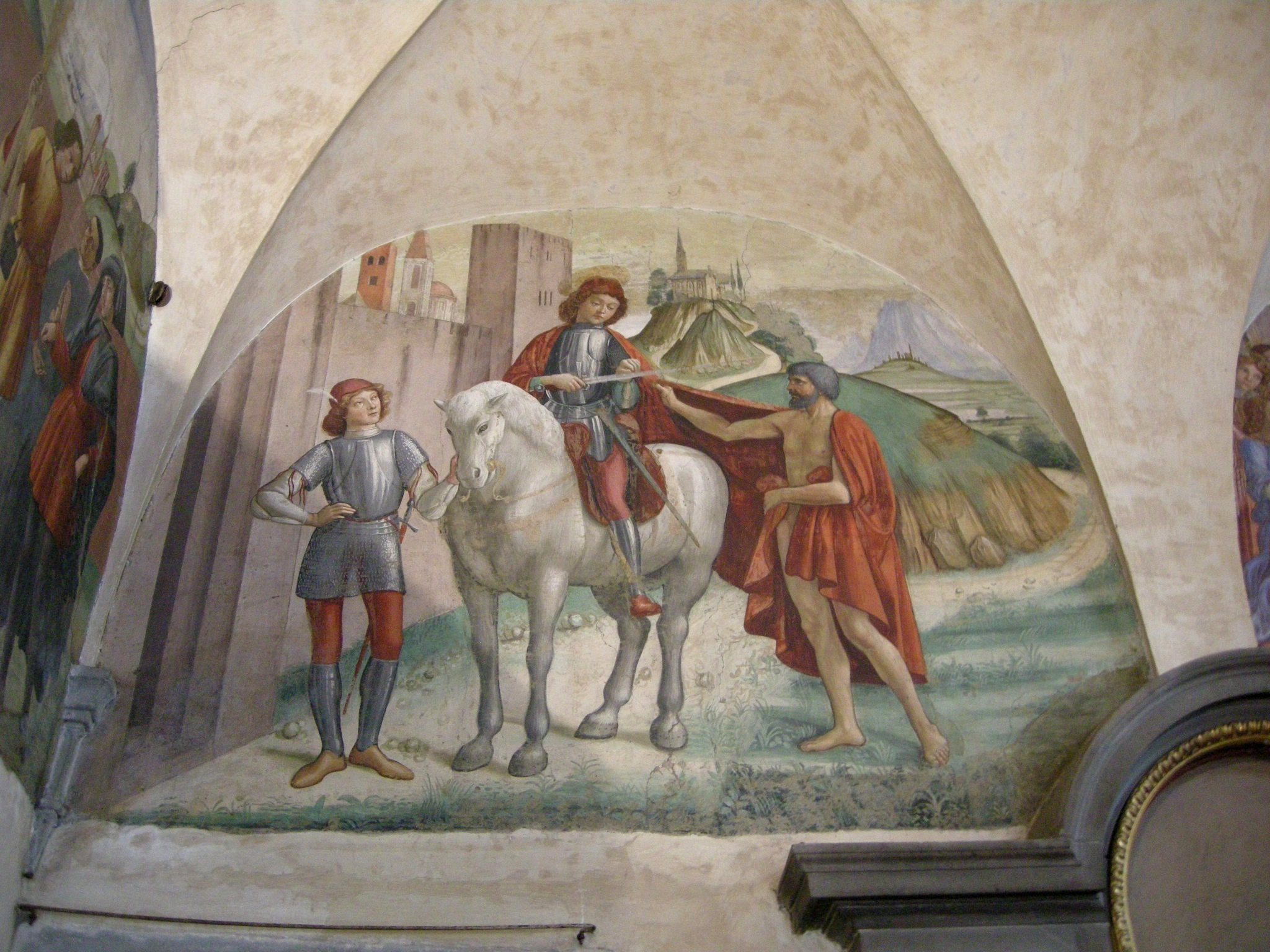
St. Martin teilt seinen Mantel (Lünette von Francesco d’Antonio, Oratorium der Buonomini di San Martino)

Die Buonomini di San Martino (die Guten Männer von Sankt Martin) sind eine katholische Laienbruderschaft, die in der Mitte des 15. Jahrhunderts gegründet wurde. Ihr Sitz ist die Kirche San Martino del Vescovo in Florenz.

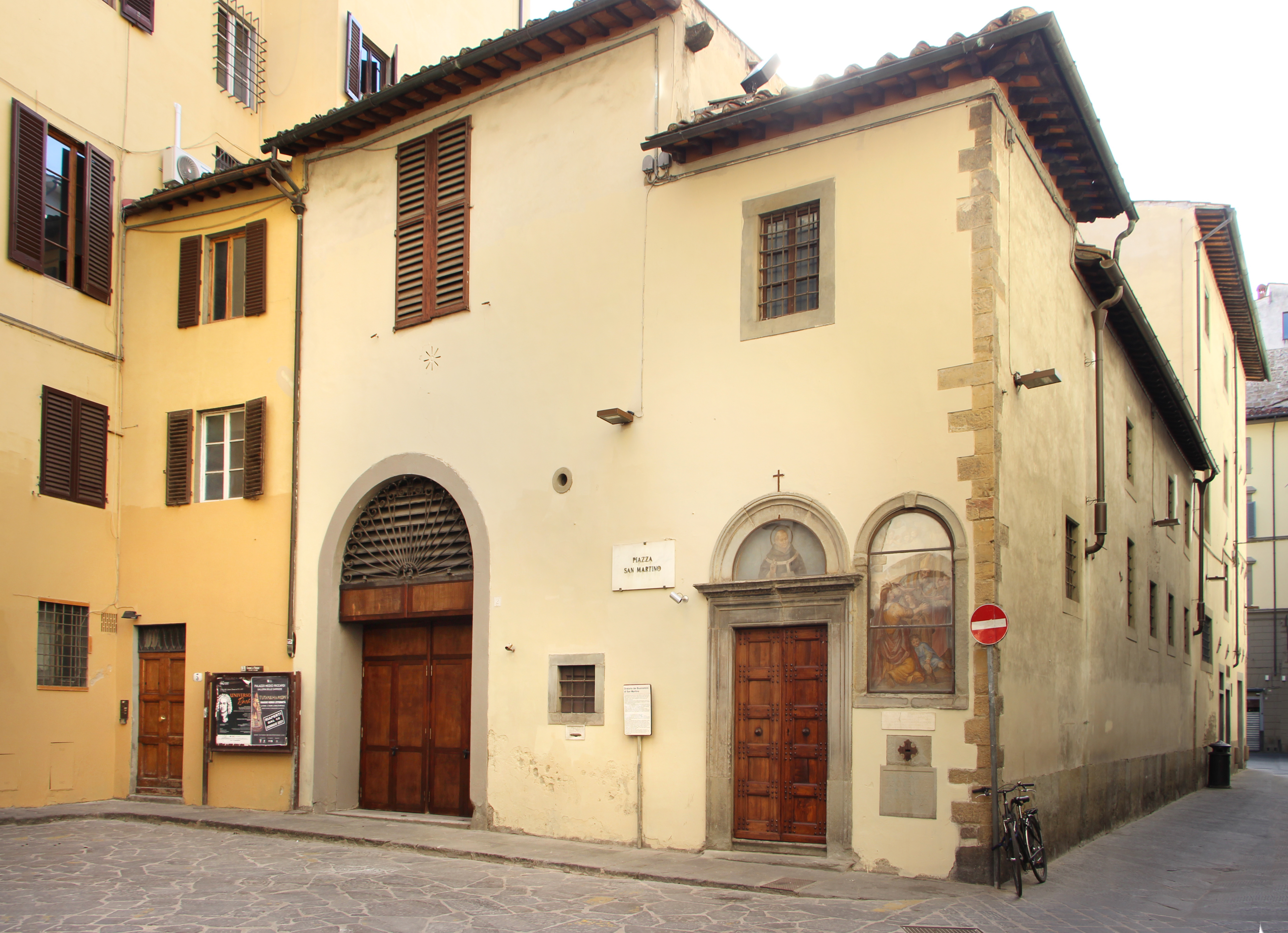
San Martino del Vescovo

„Ihr gehörten hauptsächlich Gegner der Mediciherrschaft an, die sich der Armenfürsorge widmeten, aber auch politische Gefangene betreuten. Dieser Bruderschaft flossen durch Savonarolas Spendenappelle und Aufrufe zu freiwilliger Armut reichliche Mittel zu, die sie unter den Bedürftigen verteilte. Doch bald genügte Savonarola eine solche Einrichtung nicht mehr.“